# 显德帝姬
显德帝姬（1110年—1143年前），宋徽宗第十六女，喬才人所生。初封显福公主，改為顯福帝姬，後改號顯德帝姬。
显德帝姬初嫁刘文彦（一說名劉彥文）。按南宋初年的史料《靖康皇族陷虏记》记载，截止至此书成书时(1143年之前），公主已故。
根据《金史》记载，绍兴二年（金天会十年，1132年）六月廿四日，顯德帝姬的前夫劉文彥和宋徽宗的第十五子原沂王趙㮙合謀，誣告宋徽宗謀反，金朝派人查问。七月，宋徽宗遣莘王趙植和另一位驸马蔡鞗等與之对辨。三天后，沂王、刘文彦气折，金人将他們诛杀。未提及公主的情况。

## 关联
- 帝姬